# 惠荫园
惠荫园，位于苏州市姑苏区古城内平江街道临顿路南显子巷。

## 历史
惠荫园由李鸿章建于同治年间，将园林皖山别墅改建为安徽会馆，建程公祠，又扩建花园，以水假山“小林屋”著称。
1963年，惠荫园列入苏州市文物保护单位，2006年6月5日，惠荫园列入第六批江苏省文物保护单位。